# PSI Factor: Chronicles of the Paranormal
Psi Factor: Chronicles of the Paranormal is een Canadese sciencefiction-televisieserie over onderzoekers van de fictieve overheidsinstelling O.S.I.R. die paranormale fenomenen onderzoeken. In totaal werden 88 afleveringen uitgezonden tussen 1996 en 2000.

## Verhaal
De PSI Factor is opgezet als een serie gedramatiseerde documentaires. Elke aflevering wordt ingeleid door acteur Dan Aykroyd die de kijker mededeelt dat de getoonde verhalen afkomstig zijn uit de archieven van O.S.I.R., het "Office of Scientific Investigation and Research". O.S.I.R. zou een overheidsorganisatie zijn die paranormale fenomenen onderzoekt. De verhalen laten onderzoekers van O.S.I.R. zien die ter plaatse zijn als bijvoorbeeld een bouwproject last heeft van een geest die ongelukken veroorzaakt, een tijdgat dat allerlei gebouwen opslokt, of waar een auto een man aanrijdt die later uit de zestiende eeuw blijkt te komen. Er worden gespecialiseerde onderzoekers ingezet, bijvoorbeeld een natuurkundige of zoöloog, en er worden metingen verricht op de plek. Het documentaire karakter wordt benadrukt door een commentaarstem die hier en daar zaken verduidelijkt. Aan het eind van de aflevering is vaak niet duidelijk wat precies het fenomeen veroorzaakt, hoewel de onderzoekers wel met theorieën komen om het wetenschappelijk te kunnen verklaren. Tijdens de aflevering wordt regelmatig het onderzoeksrapport bijgewerkt. In een enkel geval ontdekken de O.S.I.R.-mensen dat er fraude in het spel is, zoals in de aflevering waar het spookt in een huis, waaruit later blijkt dat het gespook afkomstig is van geavanceerde apparatuur. Om te benadrukken dat er sprake is van een documentaire werden de opnames gemaakt met steady cams. Hoewel de kijker weet dat de zogenaamde paranormale fenomenen fictief zijn, wordt door het documentaire karakter een schijn van realiteit opgewekt.

## Opzet
Aanvankelijk was elke aflevering opgesplitst in twee episodes van een half uur die steeds een ander verhaal vertelden. Verschillende onderzoekers speelden afwisselend de hoofdrol. In het tweede seizoen was het budget groter en werd het format van de twee episodes losgelaten. Voortaan was er sprake van een episode van een uur. De oorspronkelijke hoofdrolspelers Paul Miller en Maurice Dean Wint moesten het veld ruimen en werden vervangen door Michael Moriaty en Matt Frewer. De verhalen werden langer en kregen een meer X-Files achtig karakter. In seizoen 4 zijn Moriaty en Frewer verdwenen en wordt Joanne Vannicola opgevoerd als onderzoekster Mia Stone. Zij blijft tot en met het vijfde en tevens laatste seizoen.

## Productie
Dan Aykroyd verleende niet zomaar zijn medewerking. Aykroyd is een overtuigd aanhanger van het bestaan van paranormale fenomenen. Hij is spiritist en gelooft in het bestaan van ufo's. Daarnaast wilde hij zijn broer Peter (een van de bedenkers van de PSI Factor) graag helpen. Dat we als kijker het documentaire karakter best met een korreltje zout mogen nemen blijkt wel uit de namen van de verschillende onderzoekers. Zo heette een van de onderzoeker professor Connor Doyle, een verwijzing naar de beroemde Britse schrijver Arthur Conan Doyle, de bedenker van Sherlock Holmes en ware gelovige op het gebied van paranormale fenomenen.

## Rolverdeling
- Paul Miller - Professor Connor Doyle (1996-1997)
- Maurice Dean Wint - Dr. Curtis Rollins (1996-1997)
- Nancy Anne Sakovich - Lindsay Donner
- Joanne Vannicola - Mia Stone (1999-2000)
- Matt Frewer - Matt Praeger (1997-1999)
- Michael Moriaty – Mike Kelly (1997-1999)
- Barclay Hope - Peter Axon
- Colin Fox – Professor Anton Hendricks
- Nigel Bennett - Frank Elsinger
- Soo Garay - Dr. Claire Davison
- Peter McNeil - Ray Donahue
- Peter Blais - L.Q. Cooper

## Afleveringen
Seizoen 1 (1996-1997)
- 01. Dream House / UFO Encounter
- 02. Possession / Man Out of Time
- 03. Reptilian Revenge / Ghostly Voices
- 04. Creeping Darkness / Power
- 05. Free Fall / Presence
- 06. The Infestation / Human Apportation
- 07. The Underneath / Phantom Limb
- 08. The Transient / Two Lost Old Men
- 09. UFO Duplication / Clara's Friend
- 10. The Hunter / The Healer
- 11. The Curse / Angel on a Plane
- 12. Anasazi Cave / Devil's Triangle
- 13. The Undead / The Stalker
- 14. The Forbidden North / Reincarnation
- 15. The Greenhouse Effect / The Buzz
- 16. The Light
- 17. The 13th Floor / The Believer
- 18. The Fog / House on Garden Street
- 19. Second Sight / Chocolate Soldier
- 20. Fire Within / Fate
- 21. Death at Sunset / Collision
- 22. Perestroika

Seizoen 2 (1997–1998)
- 01. Threads
- 02. The Donor
- 03. Wish I May
- 04. Communion
- 05. Frozen in Time
- 06. Devolution
- 07. The Warrior
- 08. The Grey Men
- 09. Man of War
- 10. The Damned
- 11. Hell Week
- 12. The Edge
- 13. Bad Dreams
- 14. Kiss of the Tiger
- 15. The Haunting
- 16. Night of the Setting Sun
- 17. The Labyrinth
- 18. Pentimento
- 19. Frozen Faith
- 20. Map to the Stars
- 21. The Endangered
- 22. The Egress (Part 1)

Seizoen 3 (1998–1999)
- 01. Jaunt (The Egress - Part 2)
- 02. Comings and Goings (The Egress - Part 3)
- 03. Heartland
- 04. The Kiss
- 05. Absolution
- 06. All Hallows Eve
- 07. Palimpsest
- 08. Return
- 09. Harlequin
- 10. Little People
- 11. The Winding Cloth
- 12. Chango
- 13. Solitary Confinement
- 14. Valentine
- 15. Old Wounds
- 16. The Observer Effect
- 17. School of Thought
- 18. Y2K
- 19. The Tribunal
- 20. John Doe
- 21. Forever and a Day (Part 1)
- 22. Forever and a Day (Part 2)

Seizoen 4 (1999–2000)
- 01. Shocking
- 02. Sacrifices
- 03. Happy Birthday, Matt Praeger
- 04. Soul Survivor
- 05. 883
- 06. Once Upon a Time in the West
- 07. Body and Soul
- 08. Temple of Light
- 09. Inertia
- 10. Nocturnal Cabal
- 11. 'Til Death Do Us Part
- 12. Tyler/Tim
- 13. Super Sargasso Sea
- 14. Persistence of Vision
- 15. GeoCore
- 16. Gone Fishing
- 17. Chiaroscuro
- 18. Regeneration
- 19. Wendigo
- 20. Elevator
- 21. Force Majeure
- 22. Stone Dreams